# Siboto von Seefeld
Siboto von Seefeld († 13./15. August 1262 in Kaisheim) war von 1227 bis 1247 Bischof von Augsburg.

## Leben und Werk
Siboto war zunächst Domherr in Augsburg und wurde im Jahre 1217 zum Subdiakon ernannt. 1227 erfolgte die Bischofsweihe in Augsburg. Er nahm an der Reichsversammlung in Worms im Frühjahr 1231 unter König König Heinrich (VII.) teil, auf der unter anderem das sogenannte Statutum in favorem principum erlassen wurde. Er war später bemüht, die Streitigkeiten zwischen Papst Gregor IX. und Kaiser Friedrich II. zu beenden. Dabei stellte er sich auf die Seite des Kaisers und wurde daraufhin von päpstlicher Seite mit einem Bann belegt. Aufgrund weiterer Vorfälle wurde der Bischof exkommuniziert. Im Jahr 1247 trat Siboto vom Amt des Bischofs zurück und nahm fortan am Klosterleben in Kaisheim teil.